# アンデルセン物語
『アンデルセン物語』（アンデルセンものがたり）は、ハンス・クリスチャン・アンデルセン作の童話作品を原作としたアニメ。以下の2作品が存在する。
1. 1968年3月19日に公開された、東映動画制作の長編アニメ映画。
2. 1971年にフジテレビ系で放送された、虫プロダクション制作のテレビアニメ。

## 劇場映画「アンデルセン物語」（1968年）
世界的童話作家ハンス・クリスチャン・アンデルセンの名言「私の一生は一編の童話であった」からヒントを得て、彼の自伝に童話のエピソードを絡ませてアニメ化した作品。これにミュージカルを添えている。
前作『ひょっこりひょうたん島』より引き続き、井上ひさしと山元護久が脚本や挿入歌の作詞を手掛け、音楽は宇野誠一郎が担当している。演出は長編初の矢吹公郎。これら4名は、翌1969年に長編アニメの傑作『長靴をはいた猫』を手掛けることとなる。また井上・山元・宇野のトリオは、後述のテレビアニメの主題歌を手掛け、宇野は挿入歌の作詞・作曲・編曲も手掛ける。
同作品に登場したオーレおじさんは、その後1972年から1976年にNET（現：テレビ朝日）で放送された天気予報番組『オーレおじさんの天気予報』のアニメパート（同作品と同じ東映動画制作）にも登場した。
1975年12月20日の『東映まんがまつり』公開に際し、同作品もその一編として『アンデルセン物語 マッチ売りの少女』と改題、並びに上映時間を短縮の上で一部地域のみながらリバイバル上映が実施された。
2003年には東映ビデオよりDVDが発売&レンタルされている。DVDには「アートギャラリー」と、同作品の「予告編」が映像特典として収録されている。「復刻! 東映まんがまつり」バージョンは発売されてない。

### ストーリー
童話作家になるのが夢のハンス少年のもとに、眠りの精オーレおじさん（Ole）がやってくる。アンデルセン童話の有名な「マッチ売りの少女」や、「親指姫」、「赤い靴」などのエピソードを織り交ぜて、ミュージカル仕立てのストーリーは展開する。

### キャスト
- ハンス - 藤田淑子
- エリサ(マッチ売りの少女) - 杉山佳寿子
- 眠りの精オーレおじさん - 高島忠夫
- 町長の娘のカレン(赤い靴の少女) - 増山江威子
- ハンス家の黒猫のゴロ - 鈴木やすし
- 町長の飼犬のブル - 三波伸介
- エリサ家の牝猫のミミ - 三輪勝恵
- 教会のネズミのケケ - 久里千春
- 町長 - 玉川良一
- 地方監督官 - 藤村有弘
- ハンスの父 - 富田耕生
- ハンスの母 - 平井道子
- ハインリッヒ - 永井一郎
- 靴屋 - ボーカル・ショップ
- 子鼠 - 岡田修一
- 子鼠 - 児島美ゆき
- 子鼠 - 滝上秀子
- その他 - 吉田理保子ほか

### スタッフ
- 原作 - ハンス・クリスチャン・アンデルセン
- 製作 - 大川博
- 企画 - 関政次郎、茂呂清一、有賀健
- 製作進行 - 古沢義治
- 演出 - 矢吹公郎
- 演出助手 - 及部保雄、佐々木勝利
- 脚本 - 井上ひさし、山元護久
- 音楽 - 宇野誠一郎
- キャラクターデザイン・作画監督 - 大工原章
- 原画 - 竹内留吉、小田克也、金山通弘、森英樹、木野達児、松原明徳、平川智、平川謹之助
- 動画 - 小林敏明、藤本芳弘、小川明弘、笠井晴子、飯田銈一、富永勤、斎藤瑛子、花田玲子、柴田圭子、田村真也、篠原征子、阿久津文雄、浅田清隆、堀池義治、正井融、草間真之介、佐々木章
- 美術 - 小山礼司
- 背景 - 小林七郎、池田準、西山英子
- 色彩設計 - 辻忠直
- 検査 - 小椋雅豊、西本敦子
- 調色 - 谷口洋平
- トレース - 植木知子、谷口恭子
- 撮影 - 林昭夫、白根基万
- 編集 - 千蔵豊
- 録音 - 神原広巳
- 音響効果 - 松下喜郎
- 記録 - 河島利子
- 制作 - 東映動画

### 挿入歌
いずれも作詞：井上ひさし／作曲：宇野誠一郎。
- 「朝の光の歌」（歌：高島忠夫）
- 「二人の趣味の歌」（歌：高島忠夫、久里千春）
- 「くつ屋の歌」（歌：ボーカル・ショップ）
- 「つばさをひろげよう」（歌：高島忠夫）
- 「ミミへのうた」（歌：鈴木やすし）
- 「おやすみなさいの歌」（歌：高島忠夫）
- 「夢をみようの歌」（歌：藤田淑子）[1]

### 選定・受賞
- 文部省選定
- 「厚生大臣児童文化大賞」受賞
- 「文部大臣賞」受賞
- 「昭和43年度・文部省青少年映画賞」受賞[1]

### 同時上映
|          | タイトル                               | 原作       | （声の）出演                                           | 備考                 |
| -------- | -------------------------------------- | ---------- | ------------------------------------------------------ | -------------------- |
| 1968年版 | アラビアンナイト・シンドバッドの冒険   |            | 木下秀雄、黒柳徹子、滝口順平、太宰久雄、里見京子       | 1962年公開作品の再映 |
| 1968年版 | 怪獣王子                               |            | 野村光徳、野村好徳、及川広信、高森和子                 |                      |
| 1975年版 | がんばれ!!ロボコン ムギョギョ!食いねェ | 石森章太郎 | 山本圭子、野田圭一、大野しげひさ、加藤みどり、島田歌穂 |                      |
| 1975年版 | 秘密戦隊ゴレンジャー 青い大要塞        | 石森章太郎 | 誠直也、宮内洋、畠山麦、小牧りさ、伊藤幸雄             |                      |
| 1975年版 | アクマイザー3                          | 石森章太郎 | 井上真樹夫、矢田耕司、八奈見乗児、吉田理保子、千葉治郎 |                      |
| 1975年版 | UFOロボ グレンダイザー                 | 永井豪     | 富山敬、石丸博也、八奈見乗児、富田耕生、沢田和子       |                      |

## テレビアニメ「アンデルセン物語」（1971年）
1971年1月3日から12月26日まで、フジテレビ系列で毎週日曜19:30 - 20:00（JST）に全52話が放送された、虫プロダクション制作 のミュージカルテレビアニメ。「カルピスまんが劇場」の第3作目に当たる。前述の時間帯にて、1月から12月までの1年間に1作品ずつ放送されるというスタイルは、カルピスまんが劇場が世界名作劇場へと移行した後も『ロミオの青い空』（1995年）まで、実に四半世紀近くにわたって踏襲された。
1エピソードにつき概ね2 - 4回完結となっているが、番組全体の案内役としてオリジナルキャラクターのキャンティとズッコが、全編を通して登場している。また番組内では視聴者応募の中から選ばれたイラストや、各エピソードのモチーフとなった作品を紹介するコーナーもあった。
2000年代には、テレビシリーズ全話が収録されたDVDが日本コロムビアから発売された。まず2005年1月に「みにくいアヒルの子」などを始めとした一部のエピソード（順不同）が単品のDVDとして全5巻発売され、その後同年3月よりDVD-BOXが3期に分かれて発売（1は前述の単品版5巻セットで2005年3月23日、2が4巻セットで2005年6月29日、3が5巻セットで2005年9月28日）。そして2008年12月17日にはこれら14巻全てをセットにした「Complete BOX」も発売された。前述したリリース方式の都合上、巻毎の収録順は必ずしも実際の放送順とは一致していない。
『世界名作劇場』のオープニングキャッチ部分は、通常は静止画像が使用されるが、同作品では「カルピスまんが劇場」のタイトルがズームアウトするという、独特の演出が用いられていた。後年の再放送ではこの部分はカットされるが、日本テレビの再放送枠『おーい!まんがだヨー』（関東ローカル）で再放送された際はBGM（作曲 - 宇野誠一郎）はカットされず、オープニングキャッチ画像部分を『おーい～』のタイトルカードに差し替えて放送した。

### ストーリー（テレビアニメ）
魔法の国の妖精キャンティが魔法大学に入学するには、魔法カードを101枚集めなければならなかった。魔法カードは、いい行いをひとつするたびにどこからともなく現れるカードである。キャンティは相棒のズッコを伴ってアンデルセンのお話の世界に現れ、何かいいことをするチャンスを探しはじめる。はたしてキャンティとズッコは101枚のカードを集めることができるだろうか。

### キャスト（テレビアニメ）
- キャンティ - 増山江威子
- ズッコ - 山田康雄

### スタッフ（テレビアニメ）
- 原作 - ハンス・クリスチャン・アンデルセン
- 企画：瑞鷹エンタープライズ
- 妖精設定 - 牧野圭一
- 作画設定 - 関修一、波多正美
- 美術 - 小山礼司
- 撮影 - 林昭夫、白根基万
- 編集 - 千蔵豊
- 現像 - 東京現像所
- 音楽 - 宇野誠一郎
- 音響効果 - 松下喜郎
- 録音 - 神原広巳
- プロデューサー - 岩崎正美
- 制作進行 - 下崎闊
- 制作 - 虫プロダクション

### 楽曲

#### 主題歌
全曲とも、作詞 - 井上ひさし、山元護久 / 作曲・編曲 - 宇野誠一郎
オープニングテーマ
「ミスター・アンデルセン」
歌 - 桜井妙子、ヤング・フレッシュ
一部がShing02の「少年ナイフ」という曲にサンプリングされた。
ジョン (犬)が1997年発売のコンピレーション・アルバム『taste of SWEET LOVE』でカバー。
エンディングテーマ
「キャンティのうた」
歌 - 増山江威子、ヤング・フレッシュ
第1・2・5話と、第6話以降、最終話（第52話）までの偶数話で使用、通常は1番を使用したが、最終話エピローグでキャンティとズッコが去る場面では2番を挿入歌として使用した。
映像自体は「第1話のみ」・「第2話から第6話まで」・「第8話以降」の3バージョンがある。「第1話」は夜の場面だったが、「第2話以降」は昼の場面に変更された。「第8話以降」は当初歌詞テロップがなく、第24話から添えられた。
さねよしいさ子が『taste of SWEET LOVE』でカバー。
高橋洋子が2010年発売の「20th century Boys & Girls 〜20世紀少年少女〜」でカバー。
斉藤和義が2020年発売の「202020」でカバー。
「ズッコのうた」
歌 - 山田康雄、ヤング・フレッシュ
第3話・第4話以降、第51話までの奇数話で使用。
映像は「第1話」バージョンが無い他は「キャンティのうた」と同じ、歌詞テロップも第23話から添えられた。歌詞テロップ付きバージョンでは、2番の歌詞「ずのうよくない」の部分が「きりょうよくない」に変えられた。
Wham japon!（インスタントシトロン+VAGABOND c.p.a.+バターフィールド）が1998年発売のコンピレーション・アルバム『taste of SWEET LOVE2』でカバー。

#### 挿入歌・イメージソング
全曲とも、作詞・作曲・編曲 - 宇野誠一郎
- 「ママの羽根の下」（歌 - 増山江威子）
- 「みにくいアヒルの子」（歌 - 山田康雄）
- 「空とぶカバン」（歌 - 堀江美都子）
- 「ぜんぜん姫」（歌 - 増山江威子）
- 「紙のバレリーナ」（歌 - 堀江美都子）
- 「片足の兵隊」（歌 - ヤング・フレッシュ）
- 「おやすみおやゆび姫」（歌 - ヤング・フレッシュ）
- 「魔法使いのうた」（歌 - 堀絢子）
- 「ナイチンゲールのうた」（歌 - 平井道子）
- 「にせものほんもの」（歌 - 山田康雄）
- 「クリスとエレン」（歌 - 堀江美都子、豊岡晋）
- 「エントツと空」（歌 - 増山江威子）
- 「可愛いいお姫ちゃん」（歌 - 堀絢子）
- 「まちこがれるあなた」（歌 - 増山江威子）
- 「カボカボおじさん」（歌 - 増山江威子）
- 「ギャングが強盗するときのうた」（歌 - 辻村真人）
- 「マルコの子守唄」（歌 - 増山江威子）
- 「びんぼうなおいらだけど」（歌 - 桜井妙子）
- 「ルンペンとお父さん」（歌 - 堀江美都子）
- 「ルンペンは幸せだというお話」（歌 - 辻村真人）
- 「ボクの大事なパパ」（歌 - 堀絢子）
- 「みんなで悪魔をやっつけた」（歌 - ヤング・フレッシュ）
- 「ベットのお船」（歌 - 藤田淑子）
- 「いい子になったわたし」（歌 - 堀絢子）
- 「王子様に恋をしてしまった」（歌 - 平井道子）
- 「しゃべれないけどしあわせ」（歌 - 堀江美都子）
- 「一人ぼっちのボク」（歌 - 堀江美都子）
- 「不思議な少年」（歌 - 田の中勇）
- 「カサンドラの子守唄」（歌 - 増山江威子）
- 「いとしのヘルガ」（歌 - 小原乃梨子）
- 「おしゃれの好きな王様」（歌 - 増山江威子）
- 「はだかの王様」（歌 - 富田耕生、ヤング・フレッシュ）
- 「うわー赤い靴が踊ったよ」（歌 - 堀江美都子）
- 「きれいな赤い靴」（歌 - 増山江威子）
- 「白い雪」（歌 - ヤング・フレッシュ）
- 「マッチのようにあたたかいお母さん」（歌 - 増山江威子）

### 各話リスト
| 話数 | サブタイトル                           | 脚本     | 演出       | 主な出演者                       | DVD-BOX収録巻 |
| ---- | -------------------------------------- | -------- | ---------- | -------------------------------- | ------------- |
| 1    | みにくいあひるの子（ぼくとあそぼうよ） | 田代淳二 | 藤田一郎   | 松島みのり                       | BOX1          |
| 2    | みにくいあひるの子（さようならママ）   | 田代淳二 | 藤田一郎   | 松島みのり                       | BOX1          |
| 3    | イーダちゃんの花                       | 伊東恒久 | 吉良敬三   | 平井道子                         | BOX2          |
| 4    | 鉛の兵隊                               | 吉田喜昭 | 杉山卓     | 山本嘉子                         | BOX2          |
| 5    | がんばれママ                           | 加藤有芳 | 小杉信雄   | 武藤礼子                         | BOX2          |
| 6    | 空とぶカバン                           | 山本護久 | 神田武幸   | 富山敬                           | BOX2          |
| 7    | 親指姫（ケロケロ花ムコさん）           | 藤川桂介 | 吉良敬三   | 栗葉子                           | BOX2          |
| 8    | 親指姫（ぶんぶんコンテスト）           | 藤川桂介 | 吉良敬三   | 栗葉子                           | BOX2          |
| 9    | 親指姫（モックラ花ムコさん）           | 藤川桂介 | 上梨満雄   | 栗葉子                           | BOX2          |
| 10   | 親指姫（スキスキ花の王子）             | 藤川桂介 | 吉良敬三   | 栗葉子                           | BOX2          |
| 11   | ナイチンゲール（王様のお気に入り）     | 雪室俊一 | 水沢わたる | 平井道子                         | BOX2          |
| 12   | ナイチンゲール（涙でニッコリ）         | 雪室俊一 | 水沢わたる | 平井道子                         | BOX2          |
| 13   | じゃじゃ馬エレン（しあわせは青空に）   | 多地映一 | 杉山卓     | 太田淑子                         | BOX2          |
| 14   | じゃじゃ馬エレン（すてきなクリス）     | 多地映一 | 杉山卓     | 太田淑子                         | BOX2          |
| 15   | 絵のある広場                           | 松岡清治 | 神田武幸   | 野沢雅子                         | BOX2          |
| 16   | 魔法の火うち箱（とびだした怪獣）       | 山崎忠昭 | 西谷克和   | 小宮山清                         | BOX2          |
| 17   | 魔法の火うち箱（一番ステキな宝物）     | 山崎忠昭 | 西谷克和   | 小宮山清                         | BOX2          |
| 18   | ぼくの父さん世界一                     | 吉田喜昭 | 吉良敬三   | 田村錦人                         | BOX2          |
| 19   | オレの影はどこにいる                   | 松岡清治 | 上梨満雄   | 広川太一郎                       | BOX2          |
| 20   | なかよしはいつまでも                   | 多地映一 | 中村和子   | 大山のぶ代                       | BOX2          |
| 21   | 沼の王の娘（呪われた親子）             | 山崎晴哉 | 中山等     | 島宇志夫 北浜晴子 平井道子       | BOX3          |
| 22   | 沼の王の娘（ヘルガの秘密）             | 山崎晴哉 | 中山等     | 島宇志夫 北浜晴子 平井道子       | BOX3          |
| 23   | 沼の王の娘（愛のかがやき）             | 山崎晴哉 | 中山等     | 島宇志夫 北浜晴子 平井道子       | BOX3          |
| 24   | ねむりの精オーレ                       | 多地映一 | 小杉信雄   | 野村道子 太田淑子 上田敏也       | BOX3          |
| 25   | イエンスの冒険（謎のベアグル島）       | 加藤有芳 | 西谷克和   | 東美江 平井道子 阪脩             | BOX3          |
| 26   | イエンスの冒険（たたかいの船出）       | 加藤有芳 | 西谷克和   | 東美江 平井道子 阪脩             | BOX3          |
| 27   | 旅の道づれ（ふしぎな少年）             | 雪室俊一 | 杉山卓     | 白川澄子 井上真樹夫 雨森雅司     | BOX3          |
| 28   | 旅の道づれ（動きだした人形）           | 雪室俊一 | 杉山卓     | 白川澄子 井上真樹夫 雨森雅司     | BOX3          |
| 29   | 旅の道づれ（友よ！さらば）             | 雪室俊一 | 杉山卓     | 白川澄子 井上真樹夫 雨森雅司     | BOX3          |
| 30   | とっても信じられないこと               | 多地映一 | 神田武幸   | 野沢雅子 平井道子 塩見竜介       | BOX3          |
| 31   | 人魚姫（あこがれの王子さま）           | 西川清之 | 上梨満雄   | 平井道子                         | BOX1          |
| 32   | 人魚姫（魔女とのちかい）               | 西川清之 | 上梨満雄   | 平井道子                         | BOX1          |
| 33   | 人魚姫（かなしいお別れ）               | 西川清之 | 上梨満雄   | 平井道子                         | BOX1          |
| 34   | 王子さまはブタの番人                   | 伊東恒久 | 杉山卓     | 小宮山清 松尾佳子                | BOX3          |
| 35   | 三つのクルミ（ちっちゃな約束）         | 田代淳二 | 神田武幸   | 山本圭子 広川太一郎              | BOX3          |
| 36   | 三つのクルミ（めぐりあい）             | 田代淳二 | 神田武幸   | 山本圭子 広川太一郎              | BOX3          |
| 37   | 裸の王様                               | 鈴木良武 | 石黒昇     | 富田耕生 愛川欽也 田村錦人       | BOX3          |
| 38   | 氷姫（ルーディは人気者）               | 伊東恒久 | 石黒昇     | 小原乃梨子 松島みのり 麻生美代子 | BOX3          |
| 39   | 氷姫（フェローネのなやみ）             | 伊東恒久 | 石黒昇     |                                  | BOX3          |
| 40   | 氷姫（かなしみのバベッティ）           | 伊東恒久 | 石黒昇     |                                  | BOX3          |
| 41   | 小クラウス大クラウス                   | 吉田喜昭 | 神田武幸   | 近石真介 愛川欽也 千々松幸子     | BOX3          |
| 42   | 赤いくつ（旅のおんぼろ一座）           | 山崎忠昭 | 棚橋一徳   | 白川澄子                         | BOX1          |
| 43   | 赤いくつ（花のコミックホール）         | 山崎忠昭 | 棚橋一徳   | 白川澄子                         | BOX1          |
| 44   | 天使とみつばち                         | 城健二   | 上梨満雄   | 山本圭子 平井道子 富田耕生       | BOX3          |
| 45   | 野の白鳥（呪われたお城）               | 吉田喜昭 | 神田武幸   | 松尾佳子                         | BOX1          |
| 46   | 野の白鳥（イラクサのひみつ）           | 吉田喜昭 | 神田武幸   | 松尾佳子                         | BOX1          |
| 47   | 野の白鳥（がんばれエリサ）             | 吉田喜昭 | 神田武幸   | 松尾佳子                         | BOX1          |
| 48   | 二人の秘密                             | 出﨑哲   | 小林三男   | 平井道子 松島みのり              | BOX3          |
| 49   | プシケ                                 | 多地映一 | 崎枕       | 武藤礼子 高橋和枝 北川国彦       | BOX3          |
| 50   | 雪の女王（あくまの鏡）                 | 鈴木良武 | 棚橋一徳   | 平井道子                         | BOX1          |
| 51   | 雪の女王（死の国のたたかい）           | 鈴木良武 | 棚橋一徳   | 平井道子                         | BOX1          |
| 52   | マッチ売りの少女                       | 雪室俊一 | 杉山卓     | 増山江威子                       | BOX1          |

### 放送局
- フジテレビ：日曜 19:30 - 20:00
- 北海道テレビ：日曜 19:00 - 19:30[2]
- 岩手放送：火曜 16:59 - 17:28[3]
- 秋田テレビ：日曜 19:30 - 20:00[4]
- 山形テレビ：日曜 19:30 - 20:00[4]
- 仙台放送：日曜 19:30 - 20:00[4]
- 福島テレビ：月曜 - 金曜 11:13 - 11:40（1972年7月 - 8月）→ 月曜 - 金曜 17:15 - 17:45（1973年4月 - 5月）[5]
- 山梨放送：日曜 18:00 - 18:30[6]
- 富山テレビ：日曜 19:30 - 20:00[7]
- 石川テレビ：日曜 19:30 - 20:00[7]
- 福井テレビ:日曜 19:30 - 20:00
- 長野放送：日曜 19:30 - 20:00
- テレビ静岡：日曜 19:30 - 20:00
- 東海テレビ：日曜 19:30 - 20:00
- 関西テレビ：日曜 19:30 - 20:00
- テレビ岡山（放送当時は岡山県のみ放送対象地域であった）：日曜 19:30 - 20:00
- テレビしまね（放送当時は島根県のみ放送対象地域であった）：日曜 19:30 - 20:00
- 広島テレビ：土曜 18:00 - 18:30[8]
- 西日本放送（放送当時は香川県のみ放送対象地域であった）
- テレビ愛媛：日曜 19:30 - 20:00
- テレビ西日本：日曜 19:30 - 20:00
- サガテレビ：日曜 19:30 - 20:00
- テレビ熊本：日曜 18:00 - 18:30
- 宮崎放送：月曜 18:00 - 18:30

### 「東映まんがまつり」版
テレビシリーズのうち、第7話から第10話を編集した『アンデルセン物語 おやゆび姫』が、1971年7月18日公開の「東映まんがまつり」内の一編として上映された。上映にあたっては、OP映像はテレビシリーズのものをそのまま使用しているが、タイトルは『アンデルセン物語 おやゆび姫』となり、OPテーマ「ミスターアンデルセン」はテレビサイズとは幾分違った歌い方となっている。
同時上映は、『アリババと40匹の盗賊』、『宇宙猿人ゴリ対スペクトルマン』、『ゴーゴー仮面ライダー』、『魔法のマコちゃん』の4本。

## 関連サイト
- アンデルセン生誕200年記念『世界名作童話　アンデルセン物語』

| フジテレビ系列 日曜19:30 - 20:00 （カルピスまんが劇場） | フジテレビ系列 日曜19:30 - 20:00 （カルピスまんが劇場） | フジテレビ系列 日曜19:30 - 20:00 （カルピスまんが劇場） |
| 前番組                                                  | 番組名                                                  | 次番組                                                  |
| ------------------------------------------------------- | ------------------------------------------------------- | ------------------------------------------------------- |
| ムーミン（1969年版） （1969年10月5日 - 1970年12月27日） | アンデルセン物語 （1971年1月3日 - 12月26日）            | ムーミン（1972年版） （1972年1月9日 - 12月31日）        |